# Rektyfikacja mapy
Rektyfikacja lub kalibracja – proces określania i przypisywania wprowadzonego do komputera skanu mapy, określonych współrzędnych geograficznych lub prostokątnych (do tego czasu zeskanowana mapa nie jest mapą tylko zdjęciem lub skanem mapy).